# Белые (фракция польского восстания)
Белые — политическая организация повстанцев во время подготовки и начала польского восстания 1863—1864 годов. Их политические взгляды были противопоставлены «красным». Организация была основана в 1858 году после того, как Александр II позволил основать в Варшаве Сельскохозяйственное товарищество.
В состав организации «белых» входили в основном интеллигенция, землевладельцы, промышленники и буржуазия, придерживающиеся либеральных политических взглядов. Лидером организации белых был граф Анджей Замойский.

## Политическая программа
Политическая программа белых предусматривала достичь ненасильственными методами возвращения Царства Польского в границы 1772 года. Кроме того, они выступали за ликвидацию барщины и замены её чиншем, а также за постепенное освобождение крестьянства, но без земли. Также они добивались возвращения Царству Польскому автономии, восстановления конституции 1815 года и возвращения упраздненного после восстания 1830—1831 годов собственного войска.
Представители «белых» отвергали любой вооружённый мятеж и стремились добиться своих целей путём международного дипломатического давления на Российскую империю.